# Richard Roxburgh

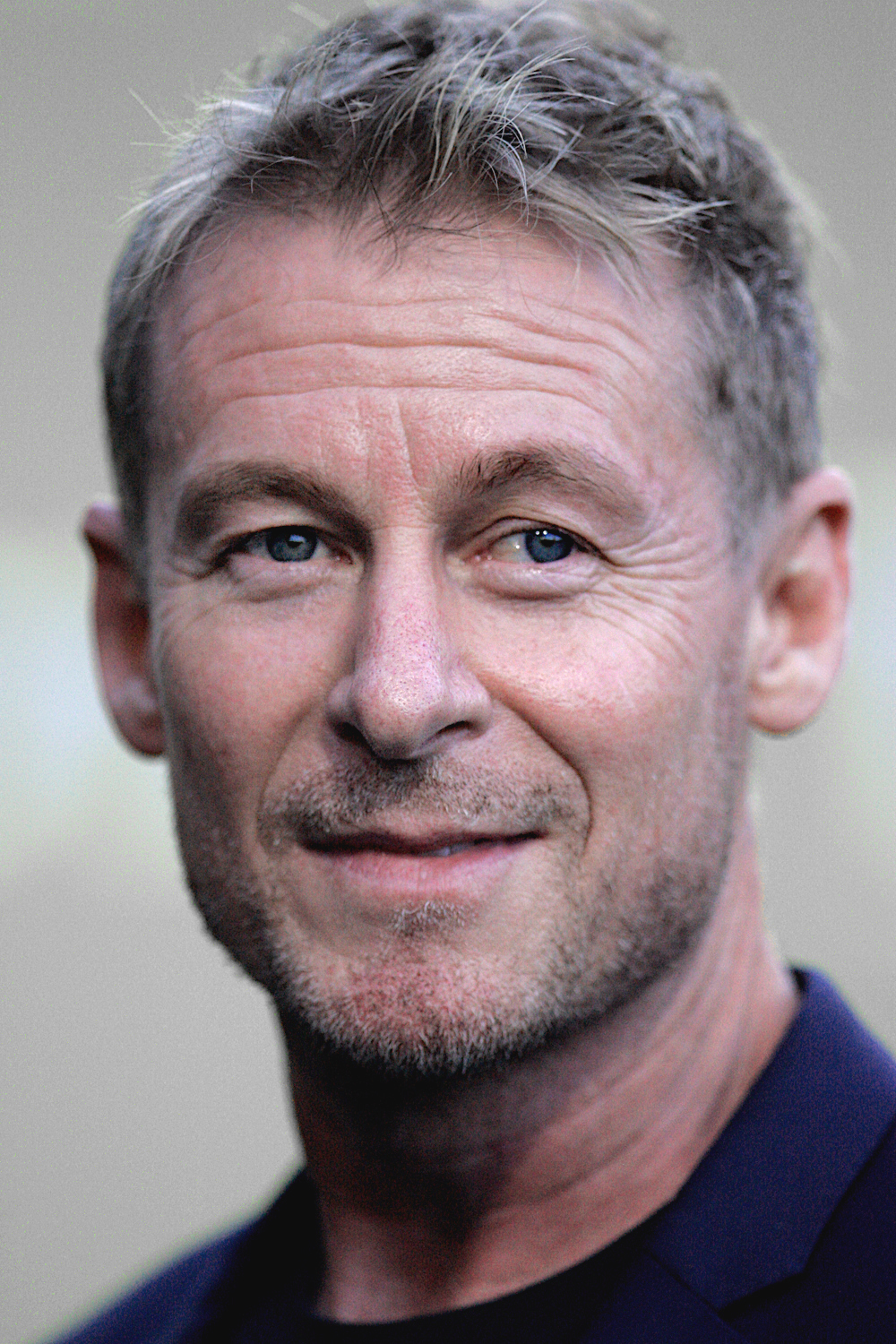
Richard Roxburgh, 2013

Richard Roxburgh (* 23. Januar 1962 in Albury, New South Wales, Australien) ist ein australischer Schauspieler.

## Biografie
Roxburgh ist das jüngste von sechs Kindern. Sein Vater († 2011) war Steuerberater.
Bis 1986 besuchte er das National Institute of Dramatic Art (NIDA). In den 1990er Jahren war er in mehreren australischen Film- und Theaterproduktionen zu sehen, so etwa 1997 neben Cate Blanchett und Ralph Fiennes in Oscar und Lucinda. 2000 war Roxburgh in Mission: Impossible II erstmals in einem internationalen Blockbuster zu sehen. Zusammen mit Ewan McGregor und Nicole Kidman trat er 2001 im Musicalfilm Moulin Rouge auf. Er spielte Sherlock Holmes im Film Der Hund der Baskervilles (2002) und im nächsten Jahr dessen Erzfeind Professor Moriarty in Die Liga der außergewöhnlichen Gentlemen. In Van Helsing war er als Dracula zu sehen. Nach einer Theaterproduktion als Regisseur mit Tim Wintons That Eye, The Sky im Jahr 1994 veröffentlichte Roxburgh im Jahr 2007 seinen ersten Kinofilm als Regisseur: Unter der Sonne Australiens (Romulus, My Father).
2010 spielte er in Hoffnungslos glücklich – Jeder Tag ist ein Geschenk (Matching Jack) mit. Von 2010 bis 2018 spielte er in der international bekannten australischen Serie Rake einen brillanten Strafrechtsanwalt mit selbstzerstörerischen Tendenzen. 2019 war er neben Noomi Rapace, Yvonne Strahovski und Luke Evans in Angel of Mine zu sehen. 2020 verkörpert er in der Netflix-Produktion The Crown den ehemaligen australischen Premierminister Bob Hawke, den er bereits 2010 in dem australischen Fernsehfilm Hawke darstellte.
Von 1997 bis 2000 war er mit der australischen Schauspielerin Miranda Otto zusammen. Seit 2004 ist Roxburgh mit der italienischen Schauspielerin Silvia Colloca verheiratet, die er am Set von Van Helsing kennengelernt hat. Sie haben zwei Söhne und eine Tochter und leben in Sydney.

## Filmografie

### Als Schauspieler (Auswahl)
- 1987: The Riddle of the Stinson
- 1989: The Saint: Fear in Fun Park
- 1990: The Paper Man (Miniserie)
- 1991: Dead to the World
- 1992: Tracks of Glory (Miniserie)
- 1993: Police Rescue – Gefährlicher Einsatz (Police Rescue, Fernsehserie, 1 Folge)
- 1993: Crimebroker
- 1993: Seven Deadly Sins (Miniserie)
- 1994: Talk
- 1995: Halifax f.p. (Fernsehserie, 1 Folge)
- 1995: Billy’s Holiday
- 1995: Lessons in the Language of Love (Kurzfilm)
- 1995: Blue Murder
- 1995: Hayride to Hell (Kurzfilm)
- 1996: Children of the Revolution
- 1996: Twisted Tales (Fernsehserie, 1 Folge)
- 1997: The Last of the Ryans
- 1997: Heiraten ist Glückssache (Thank God He Met Lizzie)
- 1997: Doing Time for Patsy Cline
- 1998: Oscar und Lucinda (Oscar and Lucinda)
- 1998: In the Winter Dark
- 1998: Frontier (Miniserie)
- 1998: Zum Teufel mit der Seele (A Little Bit of Soul, Stimme)
- 1999: Passion
- 1999: The Last September
- 2000: Mission: Impossible II
- 2001: Moulin Rouge
- 2001: Blonde (Miniserie)
- 2002: Der Hund der Baskervilles (The Hound of the Baskervilles)
- 2002: The Road from Coorain
- 2002: The Touch
- 2002: The One and Only
- 2003: Die Liga der außergewöhnlichen Gentlemen (The League of Extraordinary Gentlemen)
- 2004: Van Helsing
- 2005: Stealth – Unter dem Radar (Stealth)
- 2005: Fragile (Frágiles)
- 2006: Like Minds – Verwandte Seelen (Like Minds)
- 2006: The Silence
- 2008–2010: East of Everything (Fernsehserie, 13 Folgen)
- 2009: False Witness
- 2010: Hoffnungslos glücklich – Jeder Tag ist ein Geschenk (Matching Jack)
- 2010: Hawke
- 2010: Die Legende der Wächter (Legend of the Guardians: The Owls of Ga’Hoole, Stimme)
- 2010–2018: Rake (Fernsehserie)
- 2011: Sanctum
- 2011: Ice – Der Tag, an dem die Welt erfriert (Ice) (Fernsehfilm)
- 2013: The Turning
- 2014: Die Biene Maja – Der Kinofilm (Maya the Bee, Stimme)
- 2015: Looking for Grace
- 2015: Blinky Bill the Movie (Stimme)
- 2016: Hacksaw Ridge – Die Entscheidung (Hacksaw Ridge)
- 2017: Breath
- 2017: Blue Murder: Killer Cop
- 2018: Swinging Safari (Erzähler)
- 2018: Die Biene Maja 2 – Die Honigspiele (Maya the Bee: The Honey Games, Stimme)
- 2019: Danger Close – Die Schlacht von Long Tan (Danger Close: The Battle of Long Tan)
- 2019: The Hunting
- 2019: Catherine the Great (Miniserie)
- 2019: Das Blubbern von Glück (H Is for Happiness)
- 2019: Angel of Mine
- 2020: The Crown (Fernsehserie, 2 Folgen)
- 2020: Go Karts
- 2021: Die Biene Maja – Das geheime Königreich (Maya the Bee: The Golden Orb, Stimme)
- 2022: Elvis
- 2024: Eden
- 2024: Lesbian Space Princess (Stimme im Original)

### Als Regisseur
- 2007: Unter der Sonne Australiens (Romulus, My Father)

## Theater
- Hamlet – Hamlet
- Romeo und Julia – Mercutio
- Die drei Musketiere – König Louis
- Onkel Wanja – Onkel Wanja

## Auszeichnungen und Nominierungen
Australian Film Institute Awards
- 1997: Gewonnen: Doing Time for Patsy Cline
- 1999: Nominiert: Passion
- 2001: Nominiert: Moulin Rouge
- 2006: Nominiert: The Silence
- 2010: Gewonnen: Hawke (Fernsehfilm)

Film Crities Circle of Australia Awards
- 1998: Gewonnen: Doing Time for Patsy Cline

TV Week Logie Awards
- 2007: Nominiert: The Silence
- 2011: Nominiert: Hawke (Fernsehfilm)
- 2011: Gewonnen: Rake (Fernsehserie)